# 대한지지

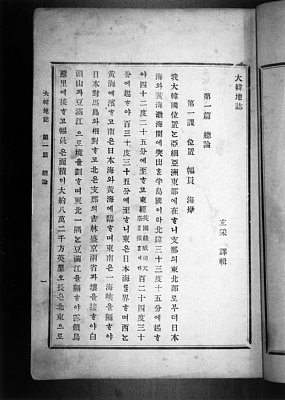
"大韓地誌"

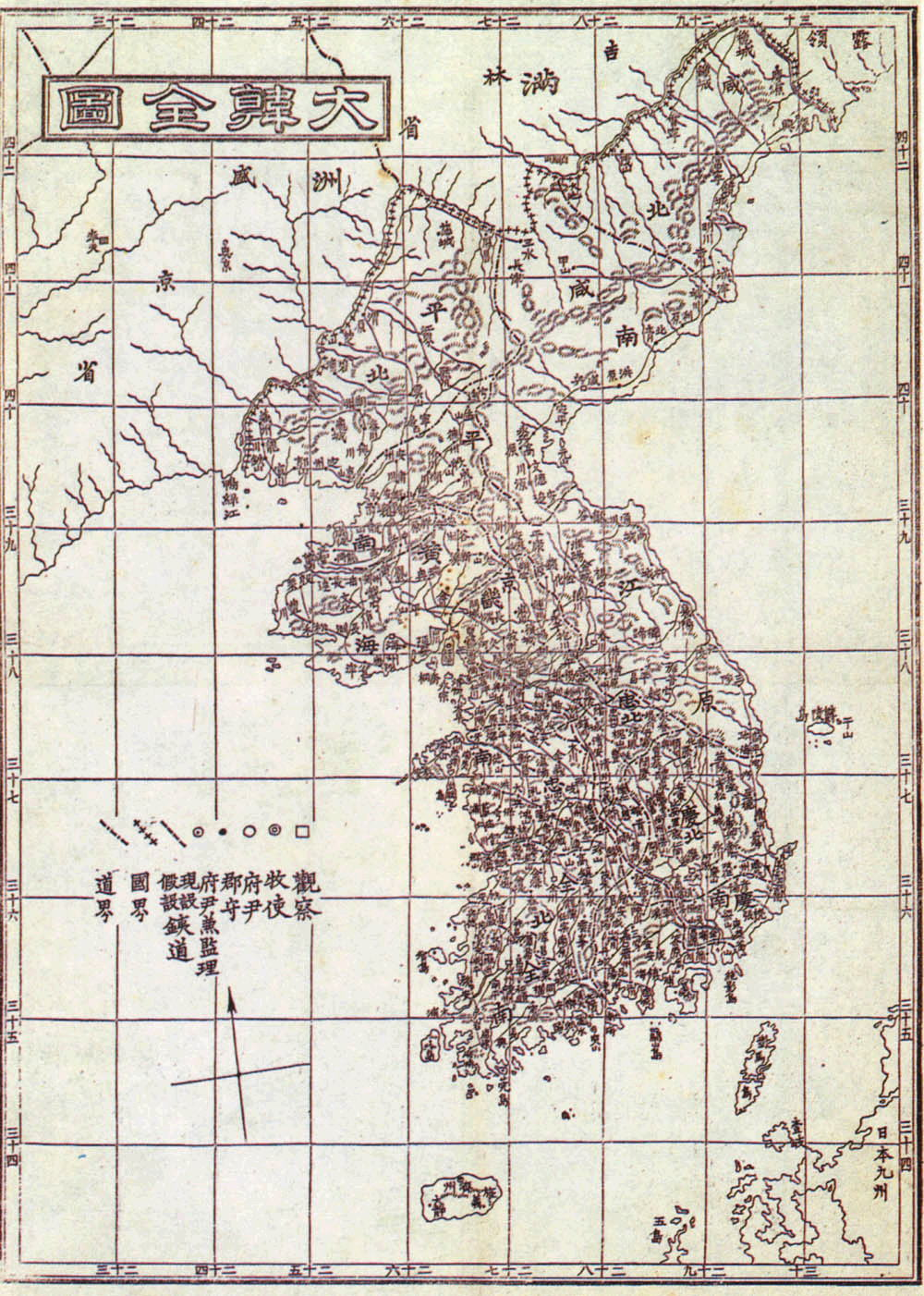
”大韓全圖”

대한지지(大韓地誌)는 대한제국 개화기에 현채(玄采)가 번역 편집한 지리 교과서이다. 대한지지 자료의 저본 저자 및 연대는 미상이나 주로 고마쓰 스스무(小松運)의 『조선팔도지(朝鮮八道誌)』(1887)와 마쓰모토 니키치(松本仁吉)의 『조선지지요략(朝鮮地誌要略)』(1894)이며, 그들의 기술체제를 따랐다고 평가된다고 한다. 현채의 자서에 일본인들의 여러 조선지지류를 기본으로 삼아 조선의 동국여지승람 연혁조 등을 참고하여 서술하였다고 밝히었다.
1899년에 초판이 발행되었고 1901년에 재판이, 그리고 1906년에 3판이 발행되었다. 19세기 말 한반도의 지리를 간략히 설명한 책으로, 한국의 학교 교육에서도 사용되었으나 1909년 일본 통감부의 교과용 도서 검정 규정에 의하여 금지 처분을 받고 다시 1910년 7월 1일 내부 교과서용도로 불인가 도서로 지정되었다가, 1910년 11월 19일 자 조선총독부 관보제69호 고시제72호로 금서처분을 당하였다.

## 평가
현채 대한지지에 대한 긍정적 평가를 보면 우선 국내에서 출간된 최초의 근대적 지리학 교과서로서 당시에 혁신적 문체였던 국한문 혼용체를 씀으로써 대중에게 쉽게 읽히는 가독성 제고, 지리 용어를 범례에서 해설하여 지리 관념의 소통에 기여, 산천의 자연지리적 경관 특징으로 지명을 분석하였고 인문지리적 특징과 사건을 열거하여 이해에 기여, 연해 지구와 도서에 대하여 수심, 해저지형의 기복 등 자연지리적 특징이 항구 발달에 미치는 인문지리적 영향을 기술하는 등, 자연지리적 과학 지식을 도입, 전통적 자연관이 극복되고 합리적 자연관 인식의 틀을 마련하는 계기가 되었다는 점 등이다.
대한지지에 대한 부정적 평가로는 근대적 사고와 방법론을 이해하여 생산한 자생적 근대 지리학 저술이 아니라 일본인 저술의 장점과 단점을 평가와 비판 없이 수용, 전통 지리 지식을 덧붙이는 번역 편집 접근법의 한계로 인하여 일본인의 관점 하에서 생산된 누락, 오류, 내지 왜곡된 지식 혹은 정보를 국내에 전파하는 계기가 되었다는 지적이 있다. 특히 일각에서 해당 지도서를 독도의 역사적 소속 혼동이나 일본해라는 명칭에 대한 뒷받침으로서 들고 있다는 점에서 민족주의계 측의 그러한 비판은 더욱 강하다.